# しょせん他人事ですから 〜とある弁護士の本音の仕事〜
『しょせん他人事ですから 〜とある弁護士の本音の仕事〜』（しょせんひとごとですから とあるべんごしのほんねのしごと）は、原作：左藤真通、作画：富士屋カツヒト、監修：清水陽平による日本の漫画。『黒蜜』（白泉社）にて、2021年4月14日より連載中。
主人公の弁護士が「しょせん他人事」をモットーに、ネットやSNSでのトラブルを解決していく姿を描いた作品。2024年7月現在の単行本の累計発行部数は210万部を突破している。
2024年、花とゆめ17号に掲載された。
2024年7月19日から9月13日まで、テレビ東京系「ドラマ8」枠にてテレビドラマが放送された。

## あらすじ
主人公の弁護士・保田理。彼は言動こそドライで「しょせん他人事」と言うことが多々あるが、依頼人には真摯に向き合っていた。そんな彼の専門はネットトラブルの対応。様々な依頼を助手の加賀見灯と共に解決していく。

## 登場人物

### 保田法律事務所のスタッフ
保田 理（やすだ おさむ）
主人公。弁護士。保田法律事務所所長。
クレープなどの甘いものが好き。
飄々とした様子や突き放した言動から相談者から誤解されることがあるが、言動に関しては本質を捉えており、案件を完了させた依頼人からの評価は高い。一方で直線的に正論や事実をストレートに突きつける物言いから、相談しに来た人が怒ってしまうことが多々あり法律事務所の口コミ評価は全体的には低く、最低点と最高点の両極端である。
加賀見 灯（かがみ あかり）
保田の同僚。保田法律事務所のパラリーガル。
当初は依頼人の気持ちに寄り添わない保田に対して反発し不信感を示すが、依頼が完了し、保田に感謝する依頼人を見て保田が依頼人に言っていたことは本質をついていたのだと評価を改める。
保田のストッパー役も兼ねている。

泉 鈴子（いずみ りんこ）
第20話から登場した保田法律事務所勤務のイソ弁（居候弁護士の略。アソシエイト弁護士、勤務弁護士の俗称）。机周りが汚い、お菓子を大量に持ち込むなど、加賀見に残念と思われる要素も見かけられるが、どうして欲しいかを相談者を怒らせることなく丁寧に聞き出したり、事件に関係ない依頼人の生活の乱れにもアドバイスしたりとフォローがうまいことから、加賀見は「保田先生の上位互換」、相談者の稲生は「お母ちゃん」と評している。

### ゲストキャラクター
「芸能人 SNS炎上編」「あじぇる編」「なりすまし編」「前科・前歴情報の削除」「プロ野球」というタイトルは原作監修の清水陽平弁護士のあとがきより。「主婦ブロガー炎上編」「アーティスト偽動画編」「中学生配信荒らし編」「デジタルタトゥー削除編」というタイトルはドラマ版より。話数は非公式に定義した便宜上のもの。

#### 「主婦ブロガー炎上編」（第1話 - 第5話）
桐原 こずえ（きりはら こずえ）
依頼人。ブログを運営しているが、風俗勤務の嘘を広められたりブログのコメント欄を荒らされたり電話番号をさらされたりといった「誹謗中傷」について保田に相談する。保田自身には一度「精神が削られてしんどいためオススメしない」と忠告されるものの、元凶の一人を開示請求することを決意する。
子持ちであり、夫は「玉吉（たまよし）」（1巻収録の「その時　桐原パパは…」）、通称「カズくん（第1話）」であり、子どもの名前は設定されていない。

木下 優里香（きのした ゆりか）
桐原を誹謗中傷した一人。
子持ちであり、夫は「浩之（ひろゆき）」（第3話）、娘は「来海（くるみ）」（第2話）。

三帝ネットワーク顧問弁護士
第2話に登場。名前は設定されていない。三帝ネットワーク（木下家が契約しているプロバイダ）の顧問弁護士。

小林 勇太（こばやし ゆうた）
第4話に登場。木下優里香側の弁護士。

二宮（にのみや）
第4話に登場。東京地方裁判所から派遣された執行官。桐原への賠償金を支払わない木下家に上がり込み、動産執行をしていった。保田とはゲーム仲間であり、彼と共にスマホゲームを嗜んでいる。

#### 「芸能人 SNS炎上編」／「アーティスト偽動画編」（第6話 - 第12話）
リオ
依頼人。後述のリホとは双子の兄であり、2人でアーティスト「ヌーヌー」として活躍している。本名は「双葉 理央（ふたば りお）」。ネットに流出された偽のいじめ動画によって炎上したことについて事務所に相談する。ライブでの印象とは裏腹に態度は悪いが、「どうして欲しいか（偽動画をRT（リツブヤキ）で拡散した人を全員特定して欲しい）」「時間が足りないためRTした3万アカウントの内100アカウントに絞るしかないが、誰を特定するか（ムカつく順のリストを用意して上位を指定する）」をきちんと説明できるため保田からは好評。
3巻のあとがきによると、後述のあじぇる編から登場する星川弁護士を訪ねたことがあるが、反りが合わずにやめてしまったようである。

リホ
リオの双子の妹。偽のいじめ動画のネガリプを読んでしまい、精神を病んでしまう。

中山 健太郎（なかやま けんたろう）
第8話から登場し、第9話で本名が判明する。51歳。「広告代理店 リーガルクラフト」勤務。「七色のおっちゃん」というアカウント名で職場のPCからSNSを行っており、主にAV女優にファンレターを送っている。
ヌーヌーの炎上事件に加担した一人。ヌーヌーの偽いじめ動画を拡散したことでリオには恨まれており、ムカつく順の100アカウントに入っている。
子持ちの4人家族。「ケーちゃん」という子供がいる（第12話）。

NNNJ
第9話から登場。ヌーヌーを誹謗中傷したアカウントの個人情報を暴いて炎上させている。名前はSNSでのアカウント名であり、本名は設定されていない。ヌーヌーの関係者が手配した刺客か非公式の有志かどうかは不明。

#### 第13話
瀬戸 雄大（せと ゆうだい）
白泉大学法科大学院の検察官志望の法科大学院2年。2001年に施工された「プロバイダ責任制限法」（通称「プロ責法」）と2022年からのプロ責法の違いを解説するために、保田と加賀見と後述の美里の4人で役割を分担し、誹謗中傷されてから特定されるまでの情報開示請求の順序を再現する。詳細は後述。

美里 波子（みさと なみこ）
白泉大学法科大学院の弁護士志望の法科大学院2年。4人でプロ責法をシミュレートする。役割は以下の通り。
| 人物   | 役割         |
| ------ | ------------ |
| 加賀見 | 被害者       |
| 瀬戸   | ツブヤイター |
| 保田   | プロバイダ   |
| 美里   | 悪い人       |

N氏
ヌーヌーの事件の犯人の一人。懲戒解雇後、家族と別居したという。

#### 「あじぇる編」／「中学生配信荒らし編」（第14話 - 第19話）
西村 優希 （にしむら ゆうき）
依頼人。虚言癖がある。「神奈川県立港西第一中学校」の生徒。アイチューバー「あじぇる」の配信をイタズラで友人の黒田とともに荒らしてしまい、あじぇるに恨まれてしまう。開示請求を取り消してもらうために保田や星川の事務所を訪ねる。姉がいる四人家族であり、父は「和徳」（第16話）。

黒田（くろだ）
名前は第15話より。優希の友人。配信を荒らすために使用したネット環境は西村家のプロバイダであるため罪から逃れている。

あじぇる
動画サイト「アイチューブ」にて化粧込みの顔出しでゲームを配信しているアイチューバー。苗字は「安部（あべ）」であり、後述の大寺弁護士や家族からは「彩（あや）ちゃん」と呼ばれているが本名かニックネームかは不明（第17話）。北海道の札幌在住。優希に己の配信を荒らされて精神を病むが、ヌーヌーの事件のドキュメンタリーを見て、名誉毀損として開示請求することを決意する。父は「慎一」（第16話）。

星川 龍太郎（ほしかわ りゅうたろう）
第14話から登場し、第15話にて本名が明かされる。星川法律事務所所長。弁護士。通称「ドラゴン星川」。
話題や気分を切り替えるときはリップを塗る。
テレビやラジオでCMを流しており知名度は高い。自称、「ネットに強い弁護士」。
保田とは違い相談者の気持ちを聞いて話に乗るが、あくまで気持ちを聞くだけであり、同情をすることは無い。
依頼が来たときはその分野に関して直ちに情報を収集したり他の弁護士に相談や連絡をするなど根は真面目。一方で、したたかさも持ち合わせており、とある依頼ではネットトラブルに詳しい保田に連絡を取り共同案件にしようとした（保田には断られた）。
大寺 創（おおでら つくる）
第16話 - 第19話に登場するあじぇる側の弁護士。

#### 「なりすまし編」（第20話 - 第24話）
須藤（すどう）
保田のなりすましアカウントに騙されてしまい、本物の保田からの連絡を待っていた人。

稲生 浩平（いのう こうへい）
依頼人。柏大学出身で元テニス部。「セックスフレンド大募集」という宣伝文句のなりすましアカウントに迷惑しているため、なりすましの犯人を特定して刑事告訴するために事務所に相談する。

平田 篤（ひらた あつし）
第22話から登場。大学生の頃の稲生のテニス部サークル「カシワン」にやられた「罰ゲーム」の仕打ちから稲生を恨んでいる。描きおろしのエピローグでは事件解決後もなお稲生を恨んでおり、後述の高山は愛想を尽かしている。

高山（たかやま）
第23話に登場。稲生の友人（名前なし）の後輩。開示請求によって判明した「平田 篤」の情報を知っている。

プリン&カリン
第24話で泉が見つけた二匹の白と茶色の猫。保田法律事務所で飼うことになる。背中の模様を合わせるとハートマークになるのが目印。
第26話では保田には「つぶあん&こしあん」、加賀見には「リオっち&リホっち」、泉には「権八&平田」と好き勝手に呼ばれていたが、第30話にて白い猫が「プリン」、茶色い猫が「カリン」と命名される。

#### 第25話
徳川 由衣（とくがわ ゆい）
ウェブデザイン会社勤務の社員。28歳。「白ハゲ」というアカウント名でエッセイ漫画を投稿している。「仕事に遅れて上司に説教されたり、トイレにこもって泣いた後に『トイレが長い』と説教されたりする」という内容の漫画をSNSに投稿したところ、徳川には都合の悪い要素ばかりがフィーチャーされて炎上してしまう。

村正 千佳（むらまさ ちか）
徳川の上司（制作部部長）。48歳。徳川に雑談を持ちかけて作業を妨害したり、突如仕事を投げ込んだり、怒鳴りつけて泣かせたり、後日謝罪したりと、機嫌の浮き沈みが激しい。

#### 「前科・前歴情報の削除」／「デジタルタトゥー削除編」（第26話 - 第30話）
黒川 大樹（くろかわ だいき）
依頼人。45歳。10年前の傷害事件をネット検索しても出てこないようにしてもらうために保田法律事務所に相談する。
「スマイルドーナツ」の白泉中央店の店長を務めている。趣味はジョギング。子持ちであり、子供は「雪（ゆき）」。妻の名前は不明だが昔の名字は「羽賀」。
かつては「三帝ネットワーク」に勤めていたが、居酒屋で酔っている最中に鏑木や店員を突き飛ばしてしまい離職する。

鏑木 香織（かぶらぎ かおり）
10年前の被害者。当時34歳。黒川が保田を訪ねている一方で交通事故を起こしてしまい、黒川に声をかけられて久々に交流するようになる。三帝ネットワークに勤めているが、交通事故をきっかけに離職する。黒川に勧められて共に保田法律事務所を訪ねるが、何をしてほしいかは特に提案せずに事務所を後にした。

## 書誌情報
- 原作：左藤真通、作画：富士屋カツヒト、監修：清水陽平『しょせん他人事ですから 〜とある弁護士の本音の仕事〜』 白泉社〈ヤングアニマルコミックス〉、既刊9巻（2025年7月29日現在）
  1. 2022年8月29日発売[7][2]、ISBN 978-4-592-16606-1
  2. 2022年10月28日発売[8]、ISBN 978-4-592-16607-8
  3. 2022年12月27日発売[9]、ISBN 978-4-592-16608-5
  4. 2023年3月29日発売[10]、ISBN 978-4-592-16609-2
  5. 2023年9月29日発売[11]、ISBN 978-4-592-16610-8
  6. 2024年3月29日発売[12]、ISBN 978-4-592-16619-1
  7. 2024年7月29日発売[13]、ISBN 978-4-592-16620-7
  8. 2024年12月26日発売[14]、ISBN 978-4-592-16639-9
  9. 2025年7月29日発売[15]、ISBN 978-4-592-16640-5

  - 作画:富士屋カツヒトの漫画作品の試し読みとして、6巻には「打ち切り漫画家（28歳）、パパになる」、7巻には「ボス、俺を使ってくれないか？」が収録されている。
- 原作：左藤真通・富士屋カツヒト、著：清水陽平『とある弁護士の本音の仕事 〜「しょせん他人事ですから」公式副読本〜』 白泉社〈ヤングアニマルコミックス〉、2024年7月29日発売[4]、ISBN 978-4-592-16055-7

## テレビドラマ
2024年7月19日から9月13日までテレビ東京系「ドラマ8」枠にて放送された。主演は中島健人。
本作をもって「ドラマ8」枠は終了し、金曜21時台の「ドラマ9」枠に移動する。

### キャスト

#### 主要人物
保田理（やすだ おさむ）
演 - 中島健人
主人公。弁護士。甘いものが好物で、趣味はゲーム。

加賀見灯（かがみ あかり）
演 - 白石聖
パラリーガル。保田のバディ。

#### 周辺人物
柏原麻帆（かしわばら まほ）
演 - 片平なぎさ
ドラマ版が初出となるレギュラーキャラクター。保田理法律事務所の近くにある「喫茶柏原」のオーナー。
事務所立ち上げ初期のクライアントで、以来懇意となり、スイーツを差し入れしてくれる仲である。保田がネットトラブルに多く関わるようになり、「他人事」を座右の銘とするきっかけとなった人物である。

加賀見哲二
演 - 橋本じゅん
灯の父。娘のことを心配している。

#### ゲスト

##### 第1話
桐原こずえ
演 - 志田未来（第2話）
依頼人。人気主婦ブロガー。事実とは異なる書き込みをきっかけに炎上中。

木下優里香
演 - 足立梨花（第2話）
被告。こずえと同じマンションに住む主婦。こずえとは子どもの年齢も違うためあまり交流はなく、挨拶をする程度の仲。ごく普通の主婦だが、自分勝手な面がありこずえへの誹謗中傷が発覚した際にも「夫や子育てのストレスがあったため」と言い訳をしたほか、こずえへの賠償金の支払いを無視(いわゆるバックレ)して平然としている。

木下浩之
演 - 笠原秀幸（第2話）
優里香の夫。

木下来海
演 - 本田都々花（第2話）
優里香の娘。

桐原和典
演 - 吉田悟郎（第2話）
こずえの夫。

桐原颯太
演 - 木下瑛太
こずえの息子。

裁判長
演 - 篠塚勝
こずえが優里香に対して起こした民事裁判の裁判長。

書記官
演 - 八重樫修造
同裁判の書記官。

小林
演 - 堀内充治
優里香の代理人弁護士。

裁判長
演 - 大原千里（第2話・最終話）
情報開示請求を審査した裁判長。

弁護士
演 - 別紙慶一（第2話）
情報開示請求されたインターネットプロバイダー「三帝ネットワーク」の顧問弁護士。

ママ友
演 - 三輪晴香（第2話）、細川唯（第2話）、おぎのさな（第2話）
優里香のママ友。

こずえの母親
演 - 山﨑千惠子
炎上から避難したこずえが身を寄せる実家の母親。

相談者
演 - 大鶴肥満（ママタルト）（最終話）、今井アンジェリカ、大宮将司
無料法律相談会で保田理法律事務所のブースを訪れた相談者。

##### 第2話
二宮博美
演 - 大水洋介（ラバーガール）（最終話）
優里香の動産執行をする裁判所の執行官。保田のゲーム仲間で彼からは「ニノミー」と呼ばれている。

課長
声 - 小豆畑雅一
浩之の上司。電話での様子がおかしい浩之を心配する。

双葉リオ
演 - 野村周平（第3話）
依頼人。フェイク動画を流され世間から誹謗中傷を受ける人気兄妹アーティスト「ヌーヌー」のコンポーザー。

双葉リホ
演 - 平祐奈（第3話）
「ヌーヌー」のボーカル。ネット炎上のショックで家から出られずカウンセリングを受けている。

本間翔平
演 - 植木祥平（第3話）
「ヌーヌー」のマネージャー。

リポーター
演 - 野口恵
ネット炎上に対するコメントを発表した「ヌーヌー」の事務所前からリポートする。

中山健太郎
演 - 小手伸也（第3話）
“七色のおっちゃん”というアカウントで「ヌーヌー」を誹謗中傷する広告代理店「ルミネスクラフト」の部長。

田浦、吉岡
演 - 藤田悠（第3話）、成澤優子（第3話）
中山の部下。

記者
演 - 金森規郎
リオの記者会見で開示請求の対象について質問する記者。

カップル
演 - 蔵本美結、桜田螢
リオの記者会見の配信動画を観ているカップル。

女性たち
演 - 高野渚、瞳水ひまり、柚来しいな
権利侵害を行ったアカウントとの戦いを宣言したヌーヌーを応援しようと話している。

荻原大地
演 - 長友郁真（第3話・最終話）
“七色のおっちゃん”のアカウントに目を付け、炎上を狙う「ジャスティス速報」なるアカウントの投稿者。
その後、Mr.チェケラに保田に関するタレコミをDMで送るが、彼が動画を削除したことで本名を暴露する。だが、保田が代理人となってMr.チェケラに発信者情報開示請求をかけられる。

##### 第3話
社員
演 - 柾賢志
ルミネスクラフト総務部社員。

加藤、渡辺
演 - トラウデン都仁、小磯聡一朗
中山の部下。

中山の妻と娘
演 - 柳下季里、南海奈

妻、夫
演 - Yoshiko、藤大祐
夫の書き込みの開示請求が届いて驚く夫婦。

サラとその母
演 - 柴山愛理、植田有希子
開示請求が届いた引きこもりの娘を心配する。

男性
演 - 瀬名陽斗
権利侵害と開示請求された男性。

ディレクター
演 - 渡部純平
ヌーヌーのディレクター。

女性たち
演 - 涼掛凛、矢野あゆみ
リホの緊急生配信動画を噴水の前で観ている。

カップル
演 - 久留栖るな、宮内巽
リホの緊急生配信動画を観るカップル。

誹謗中傷の声
声 - 西村太佑、山口協佳
ネットおよび職場に寄せられる中山への誹謗中傷。

黒川大樹
演 - 浅利陽介（第4話・第5話）
大手IT企業勤務時代に会社の同僚たちと飲んでいた際、酔った勢いで同僚であった口論となった香織にケガを負わせ傷害罪で逮捕されて以来10年間デジタルタトゥーに悩んでいるドーナツ店の店長。

鏑木香織
演 - 入山法子（第4話・第5話）
黒川にけがを負わされたIT企業時代の同僚。

同僚
演 - 小澤翔太（第4話・第5話）、小熊樹（第4話・第5話）
IT企業時代の黒川の同僚。

大将
演 - 南誉士広（第4話・第5話）
黒川が傷害事件を起こした居酒屋の大将。

##### 第4話
高梨隼人
演 - 本田響矢
ネット炎上騒ぎが起きた当時の「喫茶柏原」のアルバイト。就活生だった。

友人
演 - 田尾きよみ
麻帆が信頼する友達。炎上の件を相談するも、人の悪口なんて気にしないのが一番よ、と受け流される。

警察官
演 - 大津慎伍
麻帆が炎上の相談に訪れた警察官。資料を見て、これだけでは事件化は難しい、と言われてしまう。

弁護士
演 - 山沖純
麻帆が訪れた無料法律相談会の弁護士。こういう案件は時間もかかるし特定できるのかもわかりませんから、とそっけない。

炎上騒ぎ当時の「喫茶柏原」の客
演 - 岩永ひひお
アップルパイを注文し写真を撮っている客。実はダイエット用に食べたものを記録していた。

炎上騒ぎ当時の「喫茶柏原」の客
演 - 笠田康平
怪しげに何かをポケットから取り出す客。実は薬の錠剤だった。

炎上騒ぎ当時の「喫茶柏原」の客
演 - 大西史也
あたりをキョロキョロ見渡す客。実はトイレを捜していた。

炎上騒ぎ当時の「喫茶柏原」の客
演 - 柿沼慶典
料理の説明もできないのかと高梨を叱責する客。

裁判官
演 - 及川いぞう
債権者の麻帆の訴えを審査する東京地方裁判所の裁判官。

吉田巧二
演 - 小多田直樹
債務者のプロバイダー「サーチプライム社」の代理人弁護士。

A君
演 - キクチカンキ
××大学三年。保田がたとえ話として話をした居酒屋でバイトテロを起こした青年。

黒川智代
演 - 佐津川愛美（第5話）
黒川の妻。

黒川雪
演 - 夏目乃碧（第5話）
黒川家の娘。

##### 第5話
司会者
演 - 安東弘樹
保田が出演したテレビの情報番組『ワイドdeピンポン』の司会者。

山下、丸本
演 - 蒼井嵐樹、上野一稀
黒川が働く「アットホームドーナッツ」のバイト。

面接官
演 - 安藤広郎
黒川がグローバルイメージ退社後に採用面接を受けた「フロントデータソリューションズ」の面接官。

同僚
演 - 加島三起也
黒川が短期間働いた清掃会社の同僚。

村正千佳
演 - 赤間麻里子（第6話）
灯の前職場のデザイン系の会社で上司だった女性。常に自分の情緒むき出しで部下と接する。
- 平尾仁[注 2]、俊藤光利[注 2]、伊藤こうこ[注 2]

##### 第6話
西村優希
演 - 斎藤汰鷹（第7話）
ゲーム配信者のあじぇるに対し、誹謗中傷などの荒らし行為をした挙句、個人情報まで晒してしまったことで訴えられてしまった中学生。

西村和徳
演 - 勝村政信（第7話）
優希の父。

西村倫子
演 - 西尾まり（第7話）
優希の母。

西村美樹
演 - 渡邊璃音（第7話）
優希の姉。

あじぇる / 安部彩子
演 - 瀧七海（第7話）
優希を訴える人気ゲーム配信者。山梨県在住の高校生。

星川龍太郎
演 - 袴田吉彦（第7話・最終話）
ネットトラブルに強いと自称する弁護士“ドラゴン星川”。

女性
演 - 中川ありさ
星川の弁護士事務所の事務員。

影山
演 - 川村エミコ（たんぽぽ）
夫の不倫に悩み星川の事務所を訪ねてきた女性。

優希の友達
演 - 中西優太朗
優希があじぇるに誹謗中傷を書き込むのを囃したてる。

井上
演 - 山脇辰哉
灯がかつて勤めていたデザイン系の会社の営業社員。

柴田
演 - 水瀬裕也
灯がかつて勤めていたデザイン系の会社の制作部の同僚。

##### 第7話
安部慎一
演 - 戸田昌宏
あじぇるの父。

大寺創
演 - 山本圭祐
あじぇる側の代理人弁護士。

安部
演 - 中村綾
あじぇるの母。

アナウンサー
演 - 千広真弓
ドラゴン星川にインタビューする番組『ワイドdeピンポン』のアナウンサー。

##### 最終話
川之辺智樹 / Mr.チェケラ
演 - 粗品（霜降り明星）
フォロワー200万人の暴露系チャンネル『Mr.チェケラTUBE』の配信者。「保田と思われる弁護士が業務で得た個人情報を悪用している」と告発したことで保田を炎上させる。「名無し」（ジャスティス速報）からのタレコミで、保田に関する情報を得る。
かつては「チェケラ速報」なるアカウントでツブヤイターでアイドルの暴露情報などを発信しており、情報開示請求が通ったことで保田と裁判で対峙していた。
保田と対面するが、名無しからの情報がデマであったことを聞かされ、保田に関する動画を削除する。だが、ジャスティス速報に本名を暴露され、保田が代理人となって彼に対して発信者情報開示請求をかける。

店員
演 - 平尾仁、木村龍太
保田理法律事務所に出前を届けたカツ丼（「南雲庵」）、「天竺寿司」それぞれの店員。すべて嫌がらせのいたずら注文だった。

懲戒請求者
演 - 山形匠
保田に攻撃を仕掛け、裁判で返り討ちに遭う男性。

男性
演 - 武田一馬
保田理法律事務所まで灯を尾行し撮影していた男性。

男性
演 - 今若孝浩
企画戦略部の佐々木に誹謗中傷の書き込みをしようとしたものの、踏みとどまった男性。

カップル
演 - 大畑優衣、長森要
星陽大学のミスコン優勝者の整形疑惑をネットに書き込もうとした女性とそれを止める男性。

谷岡
声 - 小暮智美
保田から11時ごろに連絡するという約束があったのに電話が来ないとクレームを入れる女性。

### スタッフ
- 原作 - 原作：左藤真通 / 作画：富士屋カツヒト / 監修：清水陽平『しょせん他人事ですから 〜とある弁護士の本音の仕事〜』（白泉社『黒蜜』連載）[1]
- 脚本 - 小峯裕之[1]
- 音楽 - 田渕夏海、斎木達彦
- 主題歌 - HITOGOTO「ヒトゴト feat. Kento Nakajima」（Sony Music Labels）[79]
- 監督 - 本橋圭太、村上牧人[1]
- チーフプロデューサー - 濱谷晃一（テレビ東京）[1]
- プロデューサー - 中川順平（テレビ東京）、江川智（テレビ東京）、雫石瑞穂（テレパック）、山本梨恵（テレパック）[1]
- 制作 - テレビ東京、テレパック[1]
- 製作著作 - 「しょせん他人事ですから」製作委員会[1]

### 放送日程
| 話数   | 放送日  | サブタイトル                              | 監督     |
| ------ | ------- | ----------------------------------------- | -------- |
| 第1話  | 7月19日 | 主婦ブロガー炎上編                        | 本橋圭太 |
| 第2話  | 7月26日 | 主婦ブロガー炎上編 / アーティスト偽動画編 | 本橋圭太 |
| 第3話  | 8月09日 | アーティスト偽動画編                      | 村上牧人 |
| 第4話  | 8月16日 | 『喫茶柏原』炎上編                        | 村上牧人 |
| 第5話  | 8月23日 | デジタルタトゥー削除編                    | 本橋圭太 |
| 第6話  | 8月30日 | 中学生配信荒らし編                        | 村上牧人 |
| 第7話  | 9月06日 | 中学生配信荒らし編                        | 村上牧人 |
| 最終話 | 9月13日 | なりすまし編                              | 本橋圭太 |

- 初回は20時 - 21時9分の15分拡大放送。
- 8月2日は『2024年パリオリンピック』のため放送休止。

| テレビ東京系 ドラマ8                                            | テレビ東京系 ドラマ8                                                                                    | テレビ東京系 ドラマ8 |
| 前番組                                                          | 番組名                                                                                                  | 次番組 |
| --------------------------------------------------------------- | --- | --- |
| ダブルチート 偽りの警官 （Season1） （2024年4月26日 - 6月14日） | しょせん他人事ですから 〜とある弁護士の本音の仕事〜 （2024年7月19日 - 9月13日）                         | 廃枠 |
| テレビ東京系 金曜 20:00 - 20:54                                 | | |
| ダブルチート 偽りの警官 （Season1） （2024年4月26日 - 6月14日） | しょせん他人事ですから 〜とある弁護士の本音の仕事〜 （2024年7月19日 - 9月13日） - 【ここまでドラマ8枠】 | 所さんの学校では教えてくれないそこんトコロ! ※20:00 - 21:00 （2024年10月11日 - ） 【54分繰り上げ】 - 【ここからバラエティ番組枠】 |
| テレビ東京系 連続ドラマ枠                                       | | |
| ダブルチート 偽りの警官 （Season1） （2024年4月26日 - 6月14日） | しょせん他人事ですから 〜とある弁護士の本音の仕事〜 （2024年7月19日 - 9月13日） - 【ここまでドラマ8枠】 | D&D〜医者と刑事の捜査線〜 （2024年10月18日 - ） - 【ここからドラマ9枠】                                                          |